# Katok kolostor
A Katok kolostor (tibeti: ཀཿ་ཐོག་རྡོ་རྗེ་གདན་, wylie: Katok Dordzse Den) a tibeti buddhista nyingma iskola hat fő kolostora közül az egyik. A kínai Szecsuan tartománybeli Derge településen található.

## Története
A Katok kolostort 1159-ben alapította Katok Dampa Desek, Phagmo Drupa Dordzsee Gyalpo öccse a Derge királyság történelmi székhelyén, Derge városban, az egykori Kham területén.
A Katok kolostor harmadik apátja, Dzsampa Bum (1179-1252), akinek a 26 éves apátsága 1252-ben ért véget, állítólag több ezer szerzetest toborzott Tibet teljes egészéből, főleg a khami Minyak (mi nyag), Dzsang ('bjang) és Gyemorong (rgyal mo rong) területekről.
Az eredeti gompa állapota erőteljesen leromlott, majd 1656-ban újjáépítették Düddül Dordzse (1615–72) és Rigdzin Longszal Nyingpo (1625-1682/92 vagy 1685–1752) tertönök segítségével.
A Katok kolostor iskolája jó hírnévnek örvendett. Tibet 1951-es megszállása előtt a Katok kolostorban mintegy 800 szerzetes tanult. Az iskola a tanítások szájhagyomány útján történő átadásra specializálódott (szemben a terma tanításokkal) és egyházi központtá vált, jóllehet ezek Longszel Nyingpo (1625–1692) idején félbeszakadtak.
A Tibeti buddhista forrásközpont szerint 1999-ben Kenpo Munszel  és Kenpo Dzsamjang tanítványai összeállították a szóbeli tanítások 120 kötetes Katok kiadását (wylie: bka' ma sin tu rgyasz pa (kaH thog)): "a Dudzsom-féle kiadás méretének kétszerese, sok, ritka nyingma tanítást tartalmaz a mahajógáról, az anujógáról és az atijógáról, amelyek Tibeten kívül sehol sem voltak találhatók.
Alexander Berzin tudós szerint a Katok kolostornak 112 alkolostora van, nem csupán Tibetben, hanem Mongóliában, Kína belső részén, Jünnan tartományban és Szikkimben. A Katog Rigdzin-cevang-norbu (1698-1755) is alapított egy iskolát Szikkimben, és amikor a 8. tai szitu rinpocse (1700-1744) ellátogatott Kínába, szintén katok alkolostorban szállt meg Manydzsusrí ötcsúcsú hegyénél (Ri-bo rce-lnga, kínai: Vutaj-hegy), Pekingtől délnyugatra.

## Anujóga
A Katok kolostor az anujóga hagyomány bástyájává vált, amikor a többi nyingma intézmény elhanyagolta azt. A katok oktatási rendszerben az anujóga alaptanításokat tartalmazó szöveget, A szándékok szútráinak összefoglalója (wylie: dgongsz pa ’dusz pa’i mdo) című művet használták. Nubcsen Szangye Jese hosszú szövegmagyarázatot készített ehhez, amelynek címe magyarul hozzávetőleg A sötétség elleni páncél (wylie: mun pa’i go csa).

## Híres emberek a Katok kolostorból
- Az első Csönyi Gyaco, Csopa Lugu (17-18. század), aki a kolostorban megszálló utazók bosszúsága mellett, rendszeresen megfújta a csontból készült trombitát éjszakánként. Csopa Lugu úgy vált ismertté, mint aki kettévágott egy sziklát Kínában (rgya nag brag bcsad gcsod pa)."[8]
- Dzongszar Khjence Csökji Lodrö (kb. 1893 – 1959) a Katok diákja volt.[9]
- The Fifth Nyingon Choktrul, Gyurme Kelzang Tobgyel Dorje (1937-1979) was a noted teacher in the Katok tradition.[10]
- Dzsamjang Gyelcen (1929-1999) apát, aki részt vett a kolostor 1980-as évekbeli újjáépítésében, és összeállította a kolostor történelmét is.[11]

### Neves tudósok a Katok kolostorból
- Katok Cevang Norbu (1698–1755)
- Gece Mahápandita (1761–1829)
- Katok Szitu Csökji Gyaco (1880-1923/5)
- Khenpo Ngavang Pelzang (más néven Khenpo Ngakcsung)
- Katok Szitu Csökji Nyima (1928–1962, éhhalált halt a Gothang Gyalgo táborban[12][13])